# Arabkir, Jerevan
Arabkir (armeniska: Արաբկիր վարչական շրջան, Arabkir varčakan šrĵan) är ett av de tolv distrikten i Jerevan i Armenien. Arabkir ligger i den norra delen av staden och gränsar mot Davtashen i nordväst, Ajapnyak i väster, Kentron i söder och Kanaker-Zeytun i öster. Floden Hrazdan utgör en naturlig gräns i norr och väster. 
Arabkir har en yta på 12 km². Det är främst ett affärsdistrikt, men i den norra delen finns ett stort industriområde från den sovjetiska tiden.  
År 2011 hade Arabkir 117 704 invånare. År 2016 beräknas invånarantalet till omkring 115 800. Arabkir har en liten gemenskap av molokaner, som betraktar sig som andligt kristna. Många molokanfamiljer har flyttat till Jerevan från Armeniens norra regioner, och flertalet av dem har bosatt sig i Arabkir.

## Historik
Vid utbrottet av första världskriget fanns det 9 523 armenier och 6 774 turkar i staden Arapgir nära Malatya i dagens Turkiet. Efter Armeniska folkmordet 1915–1917 fick 1922 de 800 överlevande armenierna från Arapgir asyl i det sovjetiska Armenien. Som en följd etablerades i november 1925 distriktet Arabkir som en bosättning norr om Jerevans stadscentrum för att bli nytt hem för de överlevande. 
Under den sovjetiska tiden etablerades flera stora fabriker i Arabkir. Många av dessa lades ned efter Sovjetunionens upplösning. Marken där  bilfabriken JerAZ låg utvecklas nu till exempel till ett bostadsområde.

## Museer
- Hovhannes Karapetyans geologiska museum
- Armeniens medicinhistoriska museum
- Galentz museum
- Lilla Einsteins interaktiva vetenskapsmuseum

## Utbildning
Av högre utbildningsinstitutioner finns i Arabkir "Armeniens amerikanska universitet", "Jerevans managementuniversitet" och "Jerevans IT-utvecklingsinstitut".

## Bildgalleri

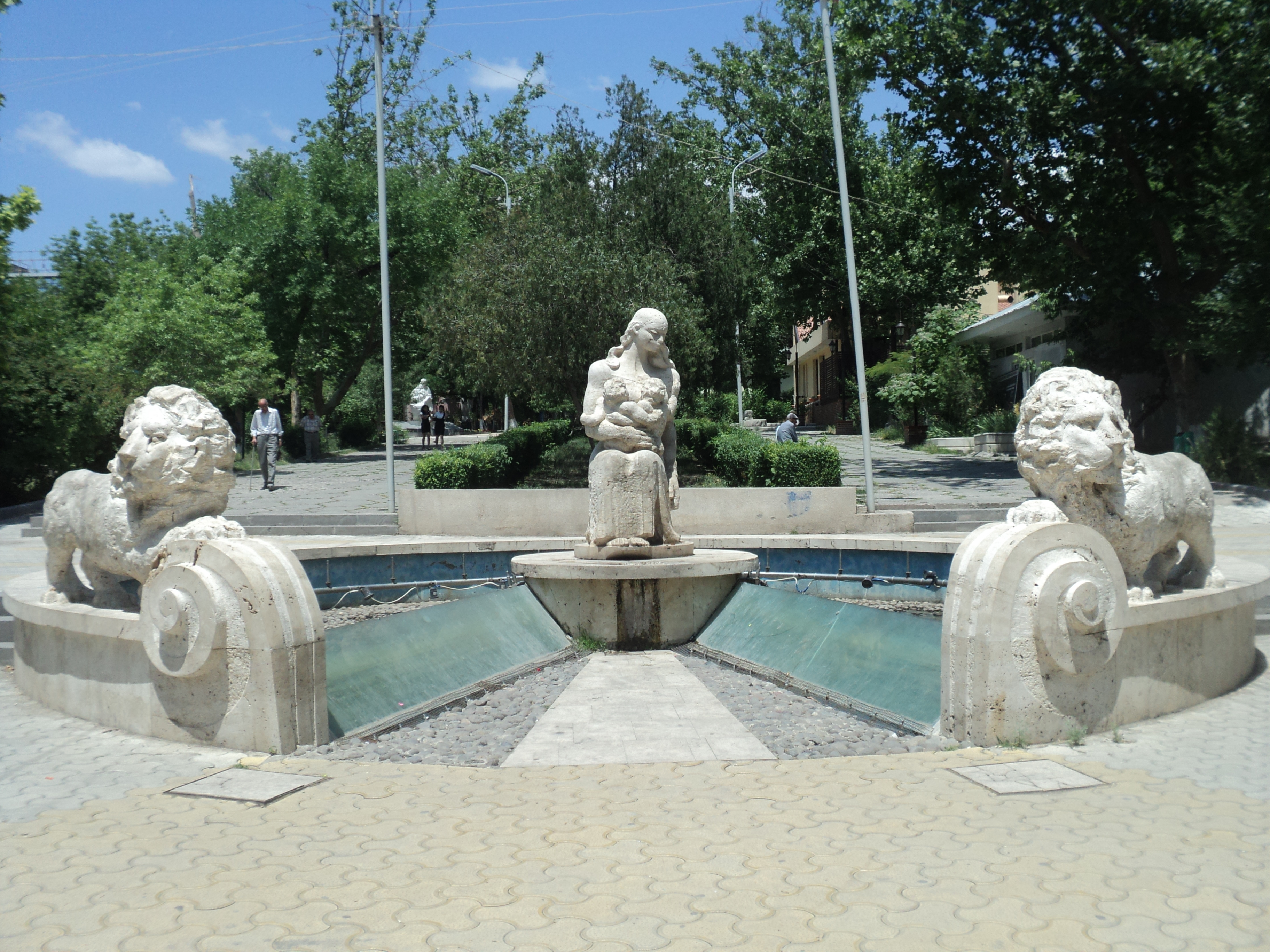
Skulptur över vattengudinnan Tsovinar i Vahagn Davtyanparken
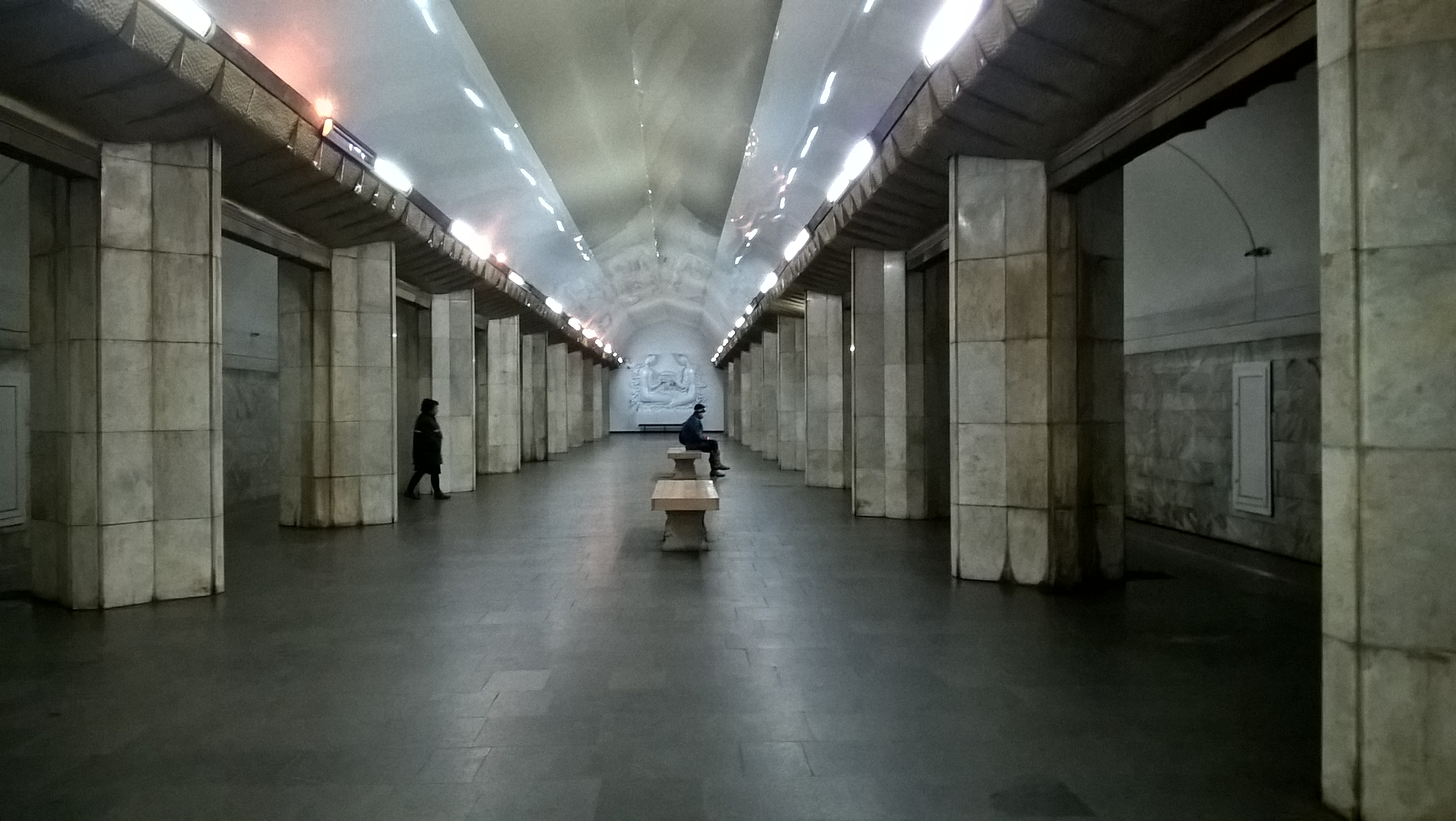
Barekamutyuns metrostation
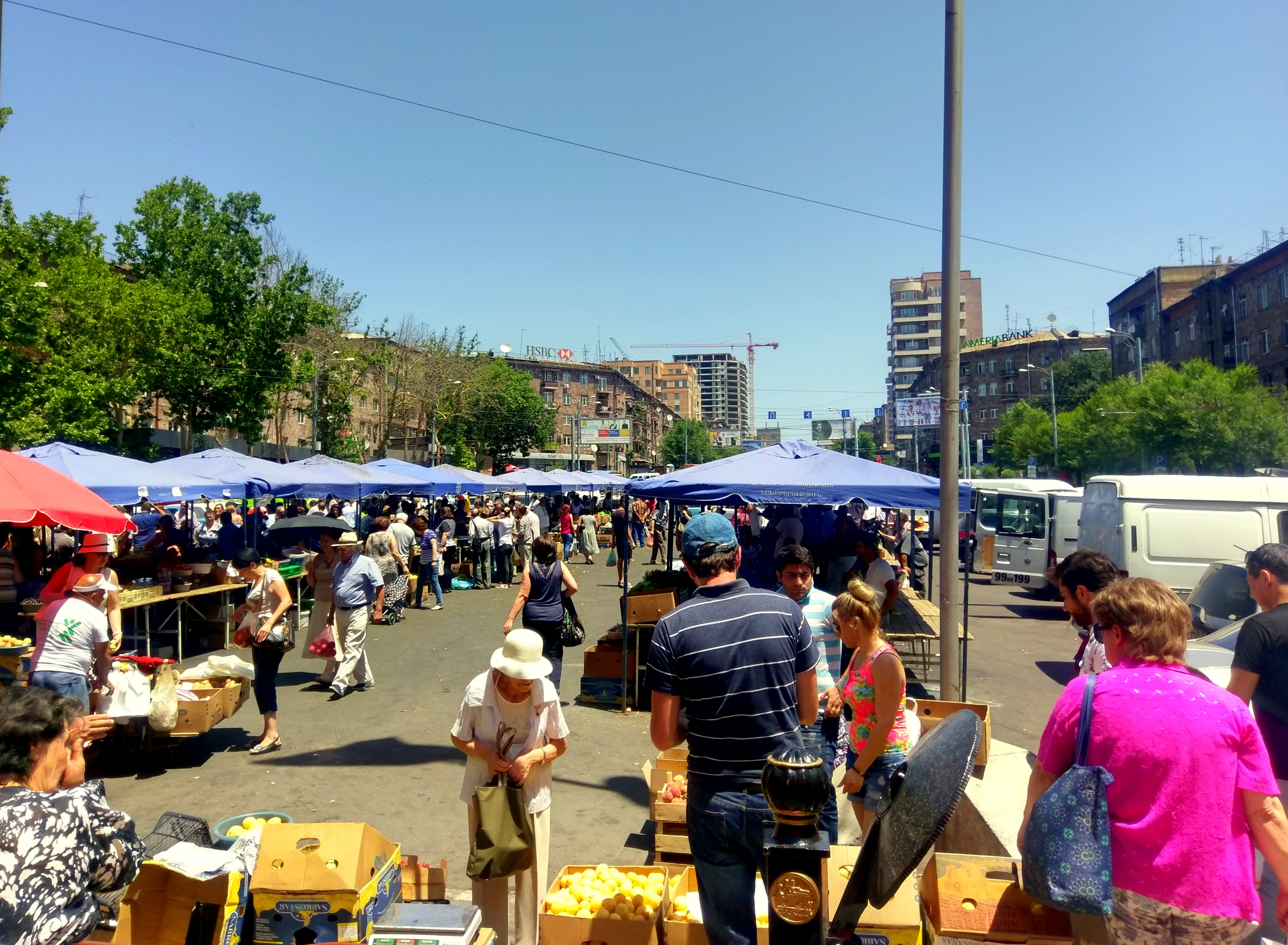
Bondens marknad i Arabkir
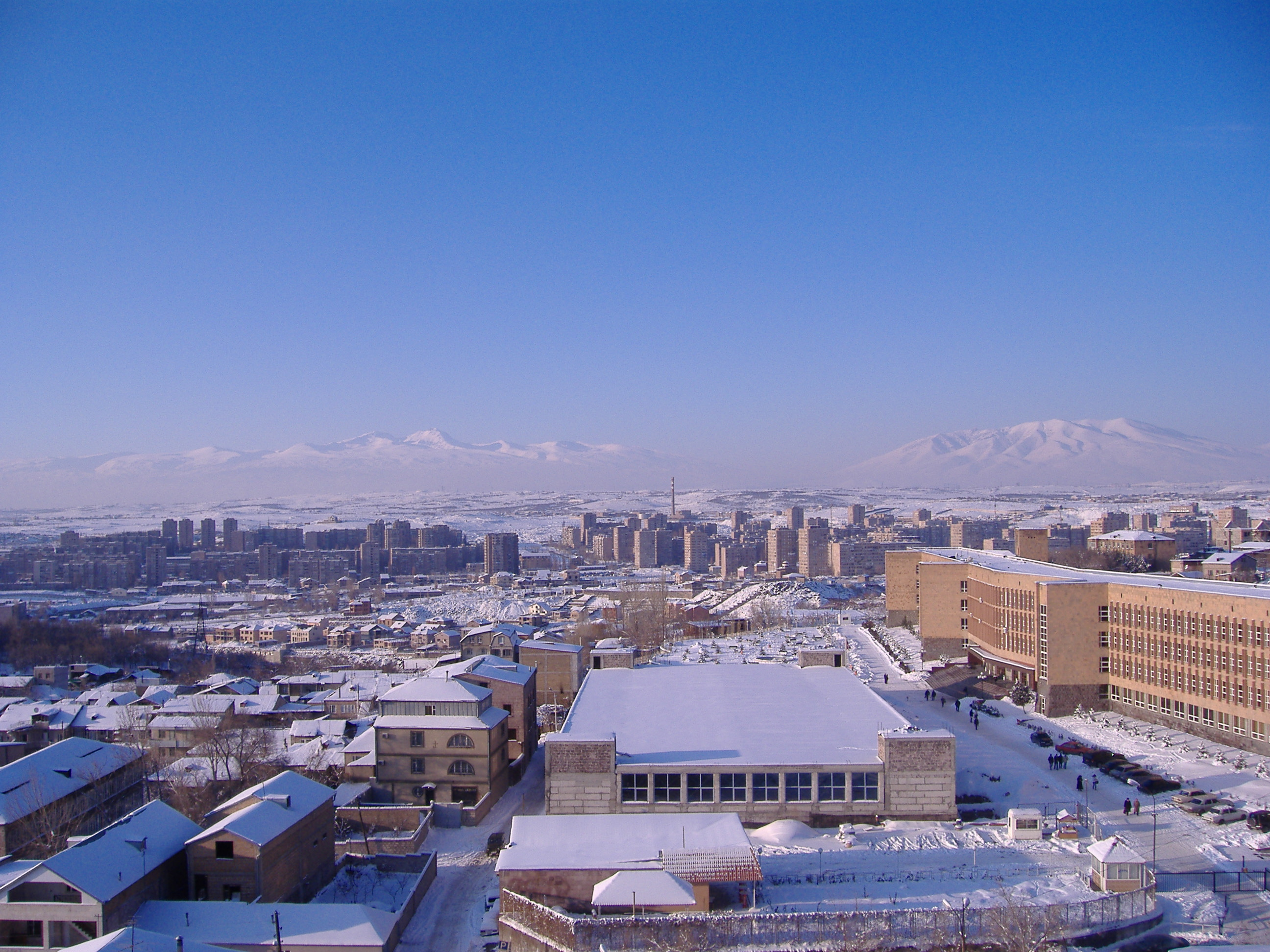
Rysk-armeniska slaviska universitetet i Arabkir
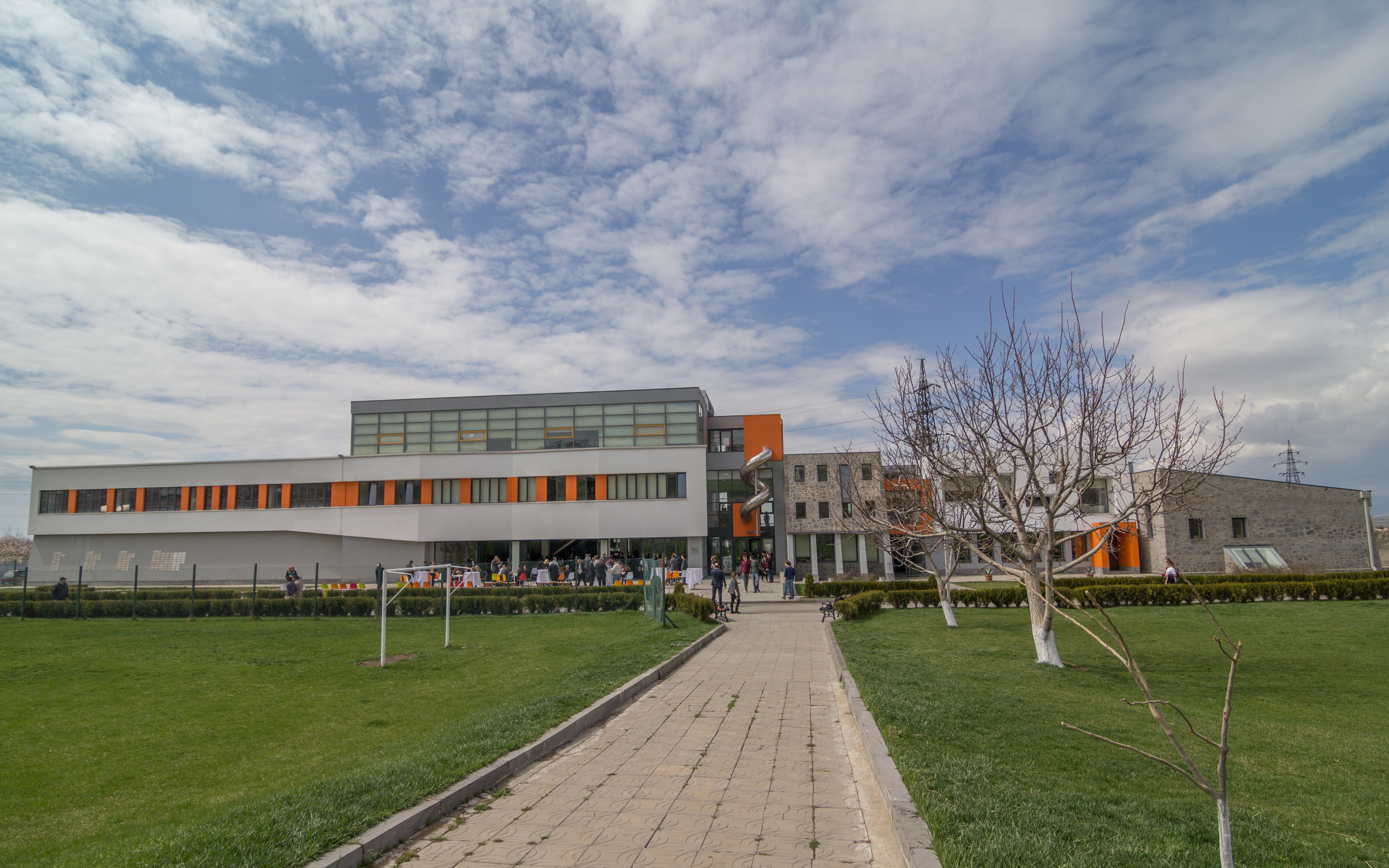
Aybskolan